# Thảm sát Cadereyta Jiménez
Thảm sát Cadereyta Jiménez là một cuộc thảm sát ở México. Vụ thảm sát diễn ra trên các đường cao tốc liên bang Mexico 40 vào ngày 13 tháng 5 năm 2012. Các quan chức Mexico cho rằng có 49 người bị chặt đầu và cắt rời cơ thể bởi các thành viên của băng nhóm tội phạm ma túy khét tiếng Los Zetas. Sau khi hành quyết chúng némcác thi thể bên một lề đường gần các thành phố Monterrey ở miền bắc México. Blogg del Narco, một blog tài liệu sự kiện và con người của cuộc chiến tranh ma túy Mexico nặc danh, thông báo số người chết (không chính thức) thực tế có thể là hơn 68 người. Khu vực đô thị của Monterrey là một trung tâm lưu trữ lớn và quan trọng các loại cần sa, cocaine và ma túy bất hợp pháp cho thị trường Mỹ. Các nhà chức trách nói rằng vụ thảm sát này là một kết quả của mối hận thù giữa các băng đảng ma túy, nhưng họ đã không loại trừ khả năng rằng các nạn nhân là người muốn tìm cách di cư bất hợp pháp qua Mỹ.
Các thi thể được tìm thấy trong thị trấn San Juan tại thành phố Cadereyta Jimenez, Nuevo Leon, vào khoảng 4 giờ sáng trên một xa lộ không thu phí dẫn đến Reynosa, Tamaulipas. 43 người đàn ông và 6 phụ nữ đã thiệt mạng với đầu, bàn chân và tay bị cắt làm khó khăn cho việc nhận dạng họ. Ngoài ra, họ còn mang dấu hiệu như bị tra tấn và bị nhồi vào túi nhựa.
Phát ngôn viên an ninh của nhà nước cho biết Los Zetas đã để lại một biểu ngữ chịu trách nhiệm về vụ thảm sát. Các nạn nhân được cho là thành viên của Cartel vùng Vịnh, tổ chức buôn bán ma túy đối thủ và người sử dụng lao động trước đây của Los Zetas. Bốn ngày trước vụ thảm sát này, 18 người đã được tìm thấy bị chặt đầu và cắt rời chân tay gần thành phố lớn thứ hai của Mexico, Guadalajara.